# سیارک ۱۸۹۰۱۱

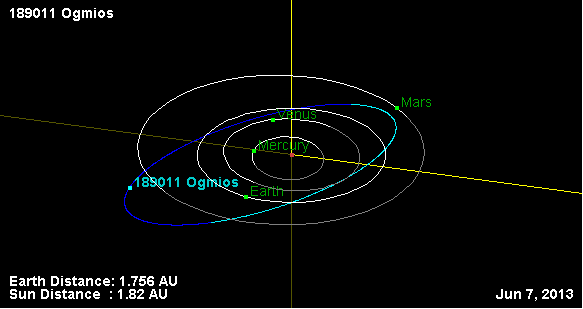
نمایی از محل سیارک ۱۸۹۰۱۱ در مدار - ۲۰۱۳

سیارک ۱۸۹۰۱۱ (به انگلیسی: 189011 Ogmios، نامگذاری:1997NJ6) صد و هشتاد و نه هزار و یازدهمین سیارک کشف شده‌است که در ۸ ژوئیه ۱۹۹۷ کشف شد.